# Pierre Laurent (homme politique)
Pour les articles homonymes, voir Pierre Laurent et Laurent.
Pierre Laurent, né le 1er juillet 1957 à Paris, est un journaliste et homme politique français.
Ancien directeur de la rédaction de L'Humanité, il est secrétaire national du Parti communiste français entre 2010 et 2018, président du Parti de la gauche européenne de 2010 à 2016. Il est sénateur de Paris de 2012 à 2023 et vice-président du Sénat de 2020 à 2023.

## Biographie

### Origines
Pierre Laurent est le fils de Paul Laurent, député de Paris et numéro deux du PCF, à l'époque de Georges Marchais.
Il a deux frères militants également au Parti communiste français, Francis (qui est mort le 1er mai 2021) et Michel, qui fut secrétaire de la fédération de la Seine-Saint-Denis et dirigeant national,,.

### Carrière professionnelle
Titulaire d'une maîtrise de sciences économiques obtenue à l'Université Paris 1, il commence sa carrière comme journaliste à L'Humanité, sans avoir fait d'école de journalisme. Il devient le rédacteur en chef du quotidien en 1999, à l'âge de 42 ans, puis directeur de la rédaction en novembre 2000, un an avant que le quotidien n'ouvre son capital à des investisseurs privés, parmi lesquels le Groupe Lagardère et TF1,. Il entre en 2000, au 30e congrès, au Conseil national du PCF.

### Parcours politique
Pierre Laurent milite dès l'âge de quinze ans au sein du Mouvement jeunes communistes de France.
Il milite à l'Union des étudiants communistes (UEC), dont il devient le secrétaire national en 1982. Il est membre de l'organisation jusqu'en 1985.
En 2009, il est le principal rédacteur du texte adopté par le 33e congrès du PCF, dont il fait l'introduction générale,. Il est nommé « coordinateur national » (numéro 2 du parti), chargé d'animer la direction collégiale du PCF. Il quitte alors ses fonctions à la direction de L'Humanité.
Il conduit la liste « Ensemble pour des régions solidaires, écologiques et citoyennes » (Front de gauche, Alternative citoyenne, Alternatifs) en Île-de-France lors des élections régionales de 2010,. Cette liste arrive en cinquième position du premier tour, avec 6,55 % des suffrages exprimés.

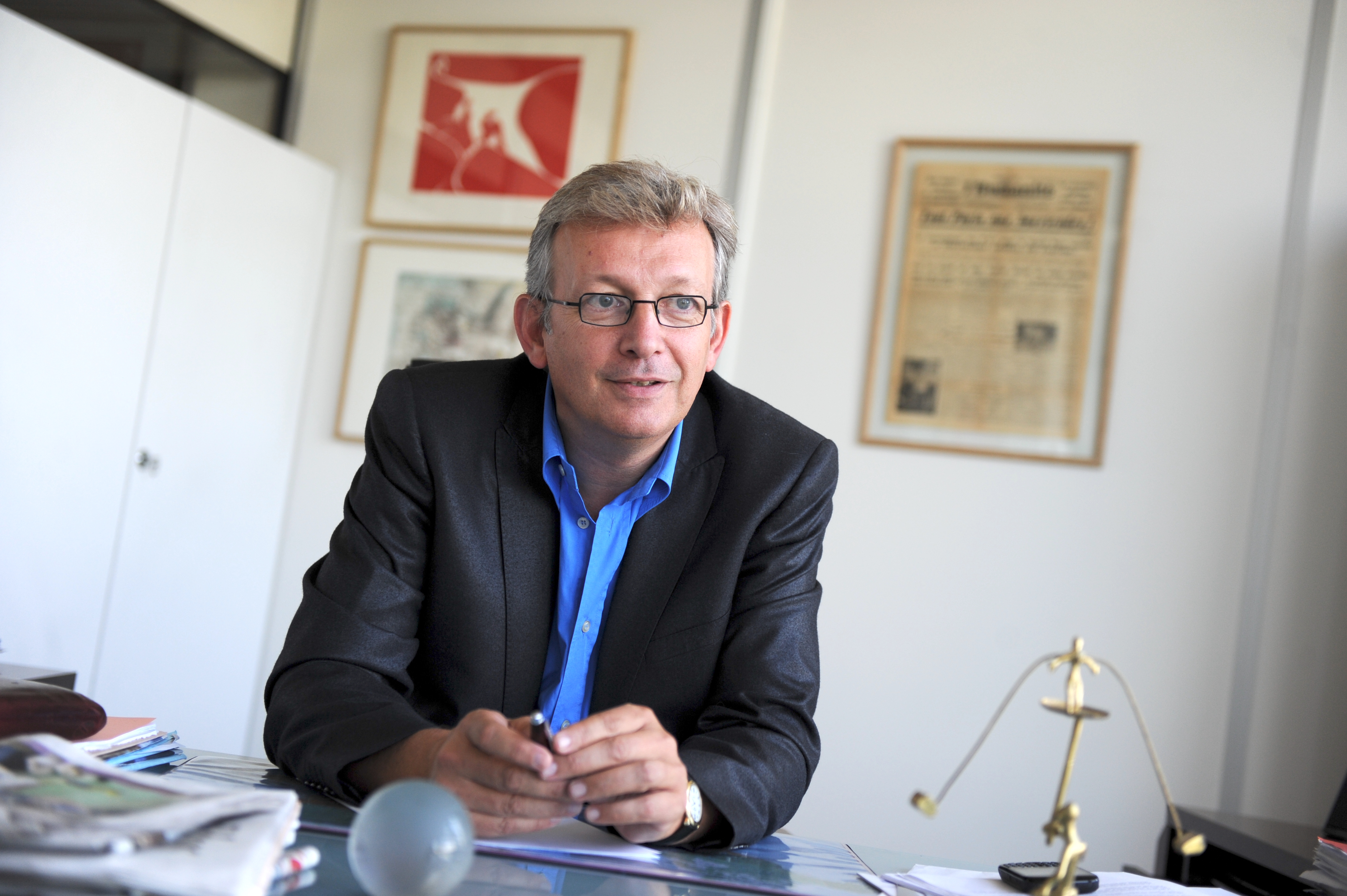
Pierre Laurent, secrétaire national du Parti communiste français, le 1er septembre 2010 à son bureau à Paris.

Pierre Laurent succède à Marie-George Buffet comme secrétaire national du PCF en juin 2010.
En décembre 2010, il défend avec Francis Wurtz l'idée d'une initiative européenne consistant à collecter un million de signatures pour la création d'un « Fonds de développement humain » à l'échelon européen devant le 3e congrès du Parti de la gauche européenne (PGE). À l'issue de ce congrès, il est élu président du PGE. Il exerce la présidence jusqu'en 2016, année où il devient vice-président du PGE,.
Le 20 septembre 2012, il devient sénateur à la suite de la démission de Nicole Borvo Cohen-Seat. Il siège au sein du groupe communiste, républicain, citoyen et des sénateurs du Parti de gauche et de la commission de la culture, de l'éducation et de la communication.
Il est réélu avec 100 % des voix au poste de secrétaire national du Parti communiste français (PCF) le 10 février 2013. Pour la première fois depuis longtemps, aucune autre liste ne s'était présentée contre celle du secrétaire national sortant.
En juin 2015, il est désigné par le PCF pour être sa tête de liste aux élections régionales en Île-de-France, ce qui ne fait pas consensus parmi les partenaires du Front de gauche, dont Clémentine Autain pour Ensemble !,. La liste d'union qu'il conduit, avec Clémentine Autain, tête de liste pour la Seine-Saint-Denis et Éric Coquerel (Parti de gauche) pour Paris, obtient 6,63 % des voix à l'issue du premier tour, et fusionne avec celles de Claude Bartolone (PS) et Emmanuelle Cosse (EELV) au second : ils sont cependant battus par la liste Les Républicains-UDI-MoDem de Valérie Pécresse.
S'exprimant en mars 2016 au sujet de la crise migratoire en Europe, Pierre Laurent critique les propos de Manuel Valls voulant limiter le nombre d'entrées et prône « une politique d'accueil d'une autre ampleur ». Seul candidat à sa succession, il est réélu à la tête du PCF le 5 juin 2016 avec 81 % des voix.
En vue de l’élection présidentielle de 2017, il se déclare favorable à une primaire à gauche,. En 2016, il déclare souhaiter que le PCF soutienne la candidature de Jean-Luc Mélenchon à l’élection présidentielle. Lors du second tour de l'élection présidentielle, qui oppose Marine Le Pen à Emmanuel Macron, il appelle à voter pour le candidat En marche.

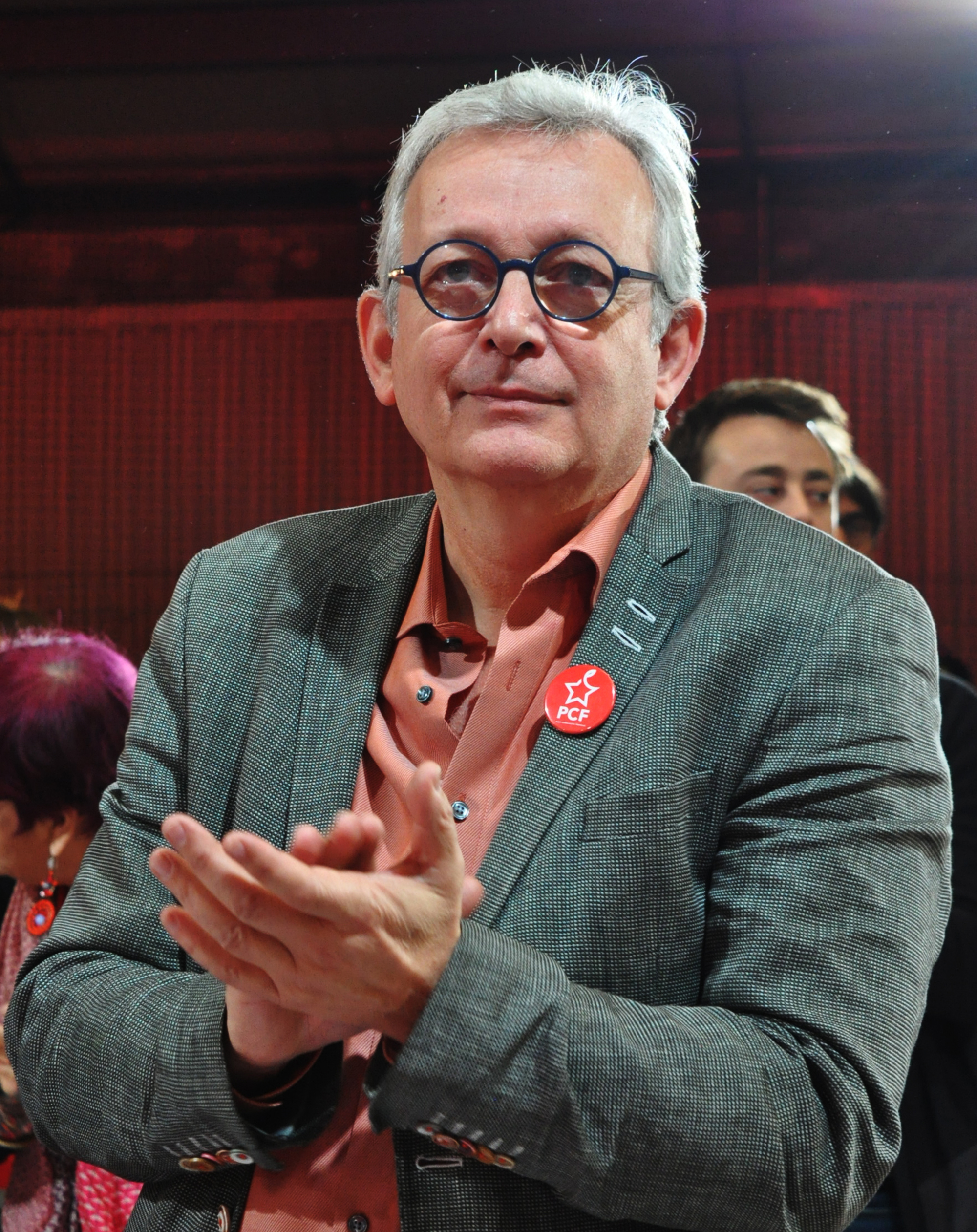
Pierre Laurent lors du XXXVIIIe congrès du PCF (2018).

Pour les élections sénatoriales de 2017 à Paris, il conduit la liste communiste « Paris en commun ». Celle-ci obtient 9,3 % des voix, ce qui lui permet d’être élu sénateur.
Alors que Pierre Laurent projette en novembre 2017, avec d'autres élus, dont Patrick Le Hyaric et Clémentine Autain, de se rendre en Palestine, les autorités israéliennes lui interdisent l'entrée sur le territoire d'Israël.
En octobre 2018, un vote des militants plaçant en tête le texte d'orientation présenté par les députés André Chassaigne et Fabien Roussel fragilise sa situation au sein du PCF. Son soutien à Jean-Luc Mélenchon lors de l’élection présidentielle de 2017 lui est notamment reproché. Dans l'histoire du parti, la mise en minorité de la direction ne s'était jamais produite. Lors du XXXVIIIe congrès du PCF, le mois suivant, Fabien Roussel lui succède au secrétariat national. Celui-ci propose alors que Pierre Laurent devienne président du conseil national, le parlement du parti,.
Lors du renouvellement du bureau du Sénat, Pierre Laurent est nommé vice-président de cette assemblée le 6 octobre 2020,.
Il ne se représente pas aux élections sénatoriales de 2023. Au Palais du Luxembourg, Pierre Laurent a mené beaucoup de combats pour la mémoire, dont plusieurs propositions de loi visant à réhabiliter les insurgés de la Commune de Paris : « En tant que communiste parisien, j’ai une sensibilité particulière pour ces événements. Je vis très près du cimetière du Père Lachaise et du Mur des Fédérés où plusieurs dizaines de Communards ont été fusillées. » Les questions internationales l'ont également préoccupé, comme la reconnaissance d’un État palestinien, le positionnement de la France face à l’embargo américain contre Cuba ou encore des initiatives pour la réconciliation en Irlande du Nord.

## Ouvrages
- 2011 : Le Nouveau Pari communiste, Le Cherche midi, (ISBN 978-2749121352)
- 2012 : Maintenant prenez le pouvoir, préface Aléxis Tsípras, Éditions de l'Atelier, (ISBN 978-2708242104)
- 2016 : 99 %, 1 % de la population mondiale possède plus que tous les autres, Nous sommes les 99 % !, Le Cherche midi, (ISBN 978-2749148342)